# Вівіан Шмітт
Вівіа́н Шмітт (нім. Vivian Schmitt), також відома як Анна Б. (нім. Anna B.), нар. 31 березня 1978Бидгощ) — німецька порноакторка, модель та акторка польського походження.

## Життєпис
Народилася 31 березня 1978 року в польському місті Бидгощ, виросла в Німеччині, в Берліні. 
Багаторазова лауреатка премії Venus згодом Eroticline Awards. Має ексклюзивний контракт із компанією Videorama. 
В липні 2008 разом із Яною Бах знялась у музичному відео до синглу «Zeig mir Deine Karre» (Sony / BMG) берлінського репера Doa21.

## Премії
- 2004 — Venus Award[de] — найкраща дебютантка[6]
- 2005 — Eroticline Awards — найкраща німецька акторка[7][8]
- 2006 — Eroticline Awards — найкраща німецька акторка[7]
- 2007 — Eroticline Awards за найкраще живе виконання[4]
- 2009 — Erotixxx Award[de] — найкраща німецька акторка[9]
- 2010 — Venus Award — найкраща акторка[10]